# The New Adventures of He-Man
The New Adventures of He-Man (no Brasil: As Novas Aventuras de He-Man) é uma série animada de 1990, produzida para coincidir com o lançamento da linha de brinquedos He-Man, da Mattel, que pretendia revitalizar a franquia Masters of the Universe. Foram produzidos 65 episódios que tinham a intenção de dar continuidade ao desenho He-Man e os Mestres do Universo, da Filmation. No Brasil, o desenho foi originalmente exibido na Rede Globo durante o início dos anos 90, apresentado nos programas Xou da Xuxa e TV Colosso. Também já foi apresentado nos canais pagos Locomotion, Boomerang e Tooncast.

## História
He-Man, o lendário defensor de Etérnia, é enviado ao futurístico planeta Primus para defendê-lo dos Mutantes malignos do planeta vizinho Denebria. O herói é seguido por seu antigo inimigo, o Esqueleto, que se alia aos Mutantes para conquistar todo o universo. Juntamente com uma equipe de guardiões galácticos, He-Man luta para defender Primus dos ataques contínuos do Esqueleto e dos Mutantes. 
A maioria dos episódios foi escrita por Jack Olesker. Como a série é ambientada no planeta Primus, novos personagens são apresentados ao público.

## Receptividade
Apesar de ser uma continuação de He-Man e os Mestres do Universo, o desenho recebeu muitas críticas por sua mudança drástica de tom, que criava uma sensação de descontinuidade em relação à animação original. O design dos personagens foi descrito como decepcionante, ainda que a qualidade da animação tenha sido considerada superior.

## Minicomics
Na revista em quadrinhos encartada com a linha de brinquedos, a história é ligeiramente diferente: ao viajar para o planeta Primus, o Príncipe Adam se transforma em He-Man diante de seu rival Esqueleto, revelando sua identidade secreta e abandonando sua identidade como Adam para se manter como He-Man permanentemente. A "explosão" gerada pela transformação fere gravemente o Esqueleto, que tem de se tornar um ciborgue para sobreviver. Outra diferença é que o Esqueleto não forja uma falsa aliança com Carrasco, o líder dos Mutantes: em vez disso, o Esqueleto derrota Carrasco em combate e toma o comando dos Mutantes para si.
Um dos elementos mantidos do desenho original foi a transformação de Adam em He-Man: os realizadores sentiram que seria imprudente abandoná-la, dado que a sequência de transformação havia sido um dos elementos mais populares da série original. No entanto, em vez de "Pelos poderes de Grayskull", nesta versão Adam grita "Pelos poderes de Etérnia".